# Erken-Schachar
Erken-Schachar (russisch Эрке́н-Шаха́р; nogaisch Эркин-Шахар; kabardinisch Эркен-Шахер, Эркен-Щыхьэр) ist eine Siedlung (possjolok) in der Republik Karatschai-Tscherkessien (Russland) mit 4184 Einwohnern (Stand 14. Oktober 2010).

## Geographie
Der Ort liegt am nördlichen Rand des Großen Kaukasus etwa 20 km Luftlinie nordwestlich der Republikhauptstadt Tscherkessk. Er befindet sich zwischen dem einen guten Kilometer nordöstlich fließenden Kuban, der dort die Grenze zur Region Stawropol markiert, und seinem linken Nebenfluss Kleiner Selentschuk (Maly Selentschuk), der etwa drei Kilometer nordwestlich mündet.
Erken-Schachar ist Verwaltungszentrum des Rajons Nogaiski sowie Sitz der Landgemeinde Erken-Schacharskoje selskoje posselenije, zu der außerdem der unmittelbar nördlich anschließende Aul Kuban-Chalk gehört. Knapp die Hälfte der Einwohner sind Nogaier, ein gutes Viertel ethnische Russen, unter den restlichen überwiegen Tscherkessen und Abasinen.

## Geschichte
Die Geschichte des Ortes beginnt mit dem Bau der Eisenbahnstrecke von Newinnomyssk nach Batalpaschinsk, das heutige Tscherkessk, 1925 (später verlängert nach Ust-Dscheguta). 1928 wurde dort, unweit des knapp zwei Kilometer westlich gelegenen Auls Erken-Chalk mit der Errichtung der Bahnstation Erken-Schachar (russifiziert von nogaisch für „Freie Stadt“) begonnen und eine zunächst temporäre Arbeitersiedlung angelegt. 1929 entstand östlich der Bahnstrecke der heute zur Gemeinde gehörige Aul Kuban-Chalk, gegründet durch Umsiedler aus Erken-Chalk. In den 1930er-Jahren entstanden bei der Stationssiedlung erste Betriebe und Infrastruktureinrichtungen. Ab 23. Januar 1935 gehörte die Siedlung zum Ikon-Chalkski rajon, der im überwiegend von Nogaiern besiedelten Nordteil der damaligen Tscherkessischen Autonomen Oblast ausgewiesen worden war, mit Sitz zunächst im 8 km südwestlich gelegenen Ikon-Chalk, ab November 1936 im nahen Adyge-Chabl.
Am 8. Mai 1956 wurde der Rajon aufgelöst und seine Ortschaften zunächst der Autonomen Oblast direkt unterstellt; am 15. Januar 1957 kamen sie zum neuausgewiesenen Adyge-Chablski rajon. Dabei gehörte die Siedlung Erken-Schachar zum Dorfsowjet Adyge-Chabl. Auf Beschluss des Ministerrats der UdSSR von 1959 wurde bei der Bahnstation mit der Errichtung einer der größten Zuckerfabriken des Landes und ab März 1961 einer zugehörigen Wohnsiedlung begonnen. Diese erhielt am 8. Mai 1962 den Status einer Siedlung städtischen Typs, die damit aus dem Dorfsowjet herausgelöst wurde. Das Jahr der Fertigstellung der Fabrik und der Siedlung 1964 wird heute als Gründungsjahr des Ortes gefeiert. Bis in die 1970er-Jahre entstanden weitere Betriebe, insbesondere Fabriken für Hefen und Futtermittel.
1992 wurde der Ort in eine ländliche Siedlung umgewandelt. Seit 12. Oktober 2007 ist er Verwaltungssitz des in neuen Grenzen aus dem Adyge-Chablski rajon herausgelösten Nogaiski rajon.

### Bevölkerungsentwicklung
| Jahr | Einwohner |
| ---- | --------- |
| 1970 | 4840      |
| 1979 | 5067      |
| 1989 | 4974      |
| 2002 | 4152      |
| 2010 | 4184      |

Anmerkung: Volkszählungsdaten

## Verkehr
Südwestlich an Erken-Schachar vorbei führt die Zweigstrecke Kotschubejewskoje – Tscherkessk der entlang dem nördlichen Kaukasusrand verlaufenden föderalen Fernstraße R217 Kawkas. In südlicher Richtung zweigt die Regionalstraße 91N-008 in das nur fünf Kilometer entfernte benachbarte Rajonzentrum Adyge-Chabl ab.
Im Ort befindet sich eine Bahnstation bei Kilometer 31 der Nebenstrecke Newinnomyssk – Ust-Dscheguta.